# Coupe du monde de cyclisme sur piste 2008-2009
Navigation
Édition précédente Édition suivante
La Coupe du monde de cyclisme sur piste 2008–2009 est une compétition de cyclisme sur piste organisée par l'Union cycliste internationale. La saison a débuté le 31 octobre 2008 et s'est terminée le 18 février 2009.

## Classement par nations
| Rang | Pays/Équipe  | Man | Mel | Cal | Pek | Cop | Points |
| ---- | ------------ | --- | --- | --- | --- | --- | ------ |
| 1    | Allemagne    | 92  | 56  | 62  | 52  | 74  | 336    |
| 2    | Pays-Bas     | 41  | 60  | 17  | 72  | 99  | 289    |
| 3    | Royaume-Uni  | 133 | 36  | 15  | 32  | 57  | 273    |
| 4    | France       | 24  | 25  | 65  | 64  | 71  | 249    |
| 5    | Espagne      | 49  | 66  | 78  | 17  | 31  | 241    |
| 6    | Chine        | 41  | 38  | 23  | 108 | 31  | 241    |
| 7    | Team Toshiba | 12  | 98  | 38  | 29  | 35  | 212    |
| 8    | Russie       | 45  | 55  | 51  | 37  | 11  | 199    |
| 9    | Ukraine      | 51  | 67  | 22  | 30  | 24  | 194    |
| 10   | Cofidis      | 25  | 26  | 51  | 26  | 44  | 172    |

## Hommes

### Keirin

#### Résultats
| Date              | Lieu       | 1er               | 2e               | 3e                |
| ----------------- | ---------- | ----------------- | ---------------- | ----------------- |
| 1er novembre 2008 | Manchester | François Pervis   | Jason Kenny      | Teun Mulder       |
| 21 novembre 2008  | Melbourne  | Azizulhasni Awang | Andriy Vynokurov | François Pervis   |
| 13 décembre 2008  | Cali       | Leonardo Narváez  | Jason Niblett    | Barry Forde       |
| 17 janvier 2009   | Pékin      | Azizulhasni Awang | Grégory Baugé    | Teun Mulder       |
| 14 février 2009   | Copenhague | Kévin Sireau      | Hodei Mazquiarán | Andriy Vynokourov |

#### Classement
| Pos. | Coureur              | Man | Mel | Cal | Pek | Cop | Pts |
| 1.   | Azizulhasni Awang    | -   | 12  | -   | 12  | -   | 24  |
| 2.   | Andriy Vynokurov     | 3   | 10  | -   | -   | 8   | 21  |
| 3.   | François Pervis      | 12  | 8   | -   | -   | -   | 20  |
| 4.   | Kévin Sireau         | -   | -   | 4   | -   | 12  | 16  |
| 5.   | Grégory Baugé        | -   | -   | -   | 10  | 6   | 16  |
| 6.   | Teun Mulder          | 8   | -   | -   | 8   | -   | 16  |
| 7.   | Leonardo Narváez     | -   | -   | 12  | -   | -   | 12  |
| 8.   | Hodei Mazquiarán     | 2   | -   | -   | -   | 10  | 12  |
| 9.   | Shane Perkins        | -   | 7   | -   | 5   | -   | 12  |
| 10.  | Simon van Velthooven | -   | 4   | -   | 7   | -   | 11  |
| -.   | Kamil Kuczynski      | 7   | -   | -   | -   | 4   | 11  |

### Kilomètre

#### Résultats
| Date             | Lieu       | 1er               | 2e                | 3e               |
| ---------------- | ---------- | ----------------- | ----------------- | ---------------- |
| 31 octobre 2008  | Manchester | David Daniell     | Yevgen Bolirukh   | Kamil Kuczynski  |
| 20 novembre 2008 | Melbourne  | Michaël D'Almeida | Scott Sunderland  | Hao Li Wen       |
| 12 décembre 2008 | Cali       | Stefan Nimke      | Yevgen Bolirukh   | Hao Li Wen       |
| 16 janvier 2009  | Pékin      | Mohd Rizal Tisin  | François Pervis   | Kamil Kuczynski  |
| 13 février 2009  | Copenhague | Taylor Phinney    | Michaël D'Almeida | Quentin Lafargue |

#### Classement
| Pos. | Coureur           | Man | Mel | Cal | Pek | Cop | Pts |
| 1.   | Yevgen Bolirukh   | 10  | 7   | 10  | -   | 6   | 33  |
| 2.   | Wen Hao Li        | 7   | 8   | 8   | 7   | -   | 30  |
| 3.   | Kamil Kuczynski   | 8   | -   | -   | 8   | 7   | 23  |
| 4.   | Michaël D'Almeida | -   | 12  | -   | -   | 10  | 22  |
| 5.   | David Daniell     | 12  | -   | -   | -   | 3   | 15  |
| 6.   | François Pervis   | -   | -   | -   | 10  | 4   | 14  |
| 7.   | Quentin Lafargue  | -   | 5   | -   | -   | 8   | 13  |
| 8.   | Stefan Nimke      | -   | -   | 12  | -   | -   | 12  |
| -.   | Mohd Rizal Tisin  | -   | -   | -   | 12  | -   | 12  |
| -.   | Taylor Phinney    | -   | -   | -   | -   | 12  | 12  |

### Vitesse individuelle

#### Résultats
| Date             | Lieu       | 1er           | 2e                | 3e               |
| ---------------- | ---------- | ------------- | ----------------- | ---------------- |
| 2 novembre 2008  | Manchester | Jason Kenny   | Shane Perkins     | Matthew Crampton |
| 22 novembre 2008 | Melbourne  | Shane Perkins | Michaël D'Almeida | Jason Niblett    |
| 14 décembre 2008 | Cali       | Kévin Sireau  | Stefan Nimke      | Mickaël Bourgain |
| 18 janvier 2009  | Pékin      | Grégory Baugé | Lei Zhang         | Shane Perkins    |
| 15 février 2009  | Copenhague | Grégory Baugé | Mickaël Bourgain  | Kévin Sireau     |

#### Classement
| Pos. | Coureur           | Man | Mel | Cal | Pek | Cop | Pts |
| 1.   | Shane Perkins     | 10  | 12  | -   | 8   | -   | 30  |
| 2.   | Grégory Baugé     | -   | -   | -   | 12  | 12  | 24  |
| 3.   | Michaël D'Almeida | 7   | 10  | -   | 7   | -   | 24  |
| 4.   | Kévin Sireau      | -   | -   | 12  | 3   | 8   | 23  |
| 5.   | Jason Kenny       | 12  | -   | -   | -   | 7   | 19  |
| 6.   | Mickaël Bourgain  | -   | -   | 8   | 1   | 10  | 19  |
| 7.   | Matthew Crampton  | 8   | -   | -   | -   | 5   | 13  |
| 8.   | François Pervis   | 5   | 7   | -   | -   | -   | 12  |
| 9.   | Teun Mulder       | -   | -   | -   | 6   | 6   | 12  |
| 10.  | Stefan Nimke      | -   | -   | 10  | -   | -   | 10  |
| -.   | Lei Zhang         | -   | -   | -   | 10  | -   | 10  |

### Vitesse par équipes

#### Résultats
| Date             | Lieu       | 1er                                                        | 2e                                                         | 3e                                                         |
| ---------------- | ---------- | ---------------------------------------------------------- | ---------------------------------------------------------- | ---------------------------------------------------------- |
| 31 octobre 2008  | Manchester | Team Sky + Hd Ross Edgar Jamie Staff Jason Kenny           | Pologne Łukasz Kwiatkowski Maciej Bielecki Kamil Kuczynski | Allemagne Mathias Stumpf Sebastian Doehrer René Enders     |
| 20 novembre 2008 | Melbourne  | Team Toshiba Daniel Ellis Jason Niblett Scott Sunderland   | Japon Kazuya Narita Yudai Nitta Kazunari Watanabe          | Ukraine Yevgen Bolirukh Yuriy Tsyupyk Andriy Vynokurov     |
| 12 décembre 2008 | Cali       | Allemagne Carsten Bergemann Robert Förstemann Stefan Nimke | Team Toshiba Daniel Ellis Jason Niblett Scott Sunderland   | Cofidis Mickaël Bourgain Didier Henriette Kévin Sireau     |
| 16 janvier 2009  | Pékin      | Cofidis Mickaël Bourgain François Pervis Kévin Sireau      | France Grégory Baugé Michaël D'Almeida Thierry Jollet      | Allemagne Sebastian Doehrer Maximilian Levy Mathias Stumpf |
| 13 février 2009  | Copenhague | Team Sky + Hd Chris Hoy Jamie Staff Jason Kenny            | Cofidis Mickaël Bourgain François Pervis Kévin Sireau      | US Creteil Grégory Baugé Michaël D'Almeida Thierry Jollet  |

#### Classement
| Pos. | Coureur       | Man | Mel | Cal | Pek | Cop | Pts |
| 1.   | Cofidis       | 4   | 6   | 8   | 12  | 10  | 40  |
| 2.   | Allemagne     | 8   | -   | 12  | 8   | -   | 28  |
| 3.   | Team Sky + HD | 12  | -   | -   | -   | 12  | 24  |
| 4.   | Toshiba       | -   | 12  | 10  | -   | -   | 22  |
| 5.   | Pologne       | 10  | -   | -   | 5   | 5   | 20  |
| 6.   | Japon         | 6   | 10  | -   | 3   | -   | 19  |
| 7.   | Ukraine       | 3   | 8   | 6   | -   | 2   | 19  |
| 8.   | Russie        | 5   | 7   | -   | 1   | 3   | 16  |
| 9.   | US Créteil    | 7   | -   | -   | -   | 8   | 15  |
| 10.  | France        | -   | -   | -   | 10  | 4   | 14  |

### Poursuite individuelle

#### Résultats
| Date             | Lieu       | 1er            | 2e               | 3e               |
| ---------------- | ---------- | -------------- | ---------------- | ---------------- |
| 31 octobre 2008  | Manchester | Edward Clancy  | Vitaliy Shchedov | Valery Kaykov    |
| 20 novembre 2008 | Melbourne  | Jack Bobridge  | Alexei Markov    | Vitaliy Shchedov |
| 12 décembre 2008 | Cali       | Sergi Escobar  | Valery Kaykov    | Arles Castro     |
| 16 janvier 2009  | Pékin      | Jesse Sergent  | Vitaliy Shchedov | David O'Loughlin |
| 13 février 2009  | Copenhague | Taylor Phinney | David O'Loughlin | Alexei Markov    |

#### Classement
| Pos. | Coureur            | Man | Mel | Cal | Pek | Cop | Pts |
| 1.   | Valery Kaykov      | 8   | -   | 10  | 6   | 7   | 31  |
| 2.   | Vitaliy Shchedov   | 10  | 8   | -   | 10  | -   | 28  |
| 3.   | Edward Clancy      | 12  | -   | -   | -   | 6   | 18  |
| 4.   | David O'Loughlin   | -   | -   | -   | 8   | 10  | 18  |
| -.   | Alexei Markov      | -   | 10  | -   | -   | 8   | 18  |
| 6.   | Sergi Escobar      | -   | -   | 12  | -   | 2   | 14  |
| 7.   | Eloy Teruel Rovira | 7   | 7   | -   | -   | -   | 14  |
| 8.   | Jack Bobridge      | -   | 12  | -   | -   | -   | 12  |
| -.   | Taylor Phinney     | -   | -   | -   | -   | 12  | 12  |
| -.   | Jesse Sergent      | -   | -   | -   | 12  | -   | 12  |

### Poursuite par équipes

#### Résultats
| Date              | Lieu       | 1er                                                                   | 2e                                                                                            | 3e                                                                                  |
| ----------------- | ---------- | --------------------------------------------------------------------- | --------------------------------------------------------------------------------------------- | ----------------------------------------------------------------------------------- |
| 1er novembre 2008 | Manchester | Royaume-Uni Edward Clancy Steven Burke Geraint Thomas Robert Hayles   | Danemark Michael Færk Christensen Casper Jørgensen Daniel Kreutzfeldt Jens-Erik Madsen        | Pays-Bas Ismaël Kip (nl) Peter Schep Wim Stroetinga Arno van der Zwet               |
| 21 novembre 2008  | Melbourne  | Australie Jack Bobridge Rohan Dennis Luke Durbridge Mark Jamieson     | Espagne Eloy Teruel Rovira Antonio Tauler Llull David Muntaner Juaneda Unai Elorriaga Zubiaur | Ukraine Roman Kononenko Sergiy Lagkuti Lyubomyr Polatayko Vitaliy Shchedov          |
| 13 décembre 2008  | Cali       | Russie Arthur Ershov Leonid Krasnov Valery Kaykov Vladimir Shchekunov | Espagne Sergi Escobar Asier Maeztu Antonio Miguel Parra Carlos Torrent                        | Colombie Edwin Ávila Juan Esteban Arango Arles Castro Alexander González            |
| 17 janvier 2009   | Pékin      | Team Toshiba Glenn O'Shea Rohan Dennis Leigh Howard Mark Jamieson     | Nouvelle-Zélande Sam Bewley Peter Latham Marc Ryan Jesse Sergent                              | Lokomotiv Arthur Ershov Valery Kaykov Leonid Krasnov Vladimir Shchekunov            |
| 14 février 2009   | Copenhague | Royaume-Uni Edward Clancy Steven Burke Chris Newton Peter Kennaugh    | Espagne Sergi Escobar Eloy Teruel Rovira David Muntaner Juaneda Unai Elorriaga Zubiaur        | Danemark Michael Færk Christensen Niki Byrgesen Daniel Kreutzfeldt Jens-Erik Madsen |

#### Classement
| Pos. | Coureur          | Man | Mel | Cal | Pek | Cop | Pts |
| 1.   | Espagne          | 4   | 10  | 10  | -   | 10  | 34  |
| 2.   | Royaume-Uni      | 12  | -   | -   | -   | 12  | 24  |
| 3.   | Danemark         | 10  | -   | -   | 6   | 8   | 24  |
| 4.   | Lokomotiv        | 7   | -   | -   | 8   | 7   | 22  |
| 5.   | Allemagne        | 5   | 6   | -   | 7   | 1   | 19  |
| 6.   | Nouvelle-Zélande | -   | 7   | -   | 10  | -   | 17  |
| 7.   | Ukraine          | 6   | 8   | -   | 2   | -   | 16  |
| 8.   | Russie           | 3   | -   | 12  | -   | -   | 15  |
| 9.   | Pays-Bas         | 8   | -   | -   | 1   | 4   | 13  |
| 10.  | Australie        | -   | 12  | -   | -   | -   | 12  |
| -.   | Team Toshiba     | -   | -   | -   | 12  | -   | 12  |

### Course aux points

#### Résultats
| Date             | Lieu       | 1er            | 2e                 | 3e                 |
| ---------------- | ---------- | -------------- | ------------------ | ------------------ |
| 31 octobre 2008  | Manchester | Chris Newton   | Eloy Teruel Rovira | Iljo Keisse        |
| 20 novembre 2008 | Melbourne  | Glenn O'Shea   | Joon Yong Seo      | Eloy Teruel Rovira |
| 12 décembre 2008 | Cali       | Leonardo Duque | Peter Kennaugh     | Carlos Torrent     |
| 16 janvier 2009  | Pékin      | Chris Newton   | Zachary Bell       | Rafał Ratajczyk    |
| 13 février 2009  | Copenhague | Wong Kam Po    | Marcel Barth       | Milan Kadlec       |

#### Classement
| Pos. | Coureur            | Man | Mel | Cal | Pek | Cop | Pts |
| 1.   | Chris Newton       | 12  | -   | -   | 12  | 3   | 27  |
| 2.   | Glenn O'Shea       | 6   | 12  | -   | -   | -   | 18  |
| 3.   | Eloy Teruel Rovira | 10  | 8   | -   | -   | -   | 18  |
| 4.   | Zach Bell          | -   | -   | 7   | 10  | -   | 17  |
| 5.   | Wong Kam Po        | -   | -   | -   | 4   | 12  | 16  |
| 6.   | Ingmar De Poortere | -   | -   | 6   | -   | 7   | 13  |
| 7.   | Leonardo Duque     | -   | -   | 12  | -   | -   | 12  |
| 8.   | Rafał Ratajczyk    | -   | 3   | -   | 8   | -   | 11  |
| 9.   | Kazuhiro Mori      | -   | 6   | -   | 5   | -   | 11  |
| 10.  | Joon Yong Seo      | -   | 10  | -   | -   | -   | 10  |
| -.   | Peter Kennaugh     | -   | -   | 10  | -   | -   | 10  |
| -.   | Marcel Barth       | -   | -   | -   | -   | 10  | 10  |

### Scratch

#### Résultats
| Date              | Lieu       | 1er            | 2e              | 3e              |
| ----------------- | ---------- | -------------- | --------------- | --------------- |
| 1er novembre 2008 | Manchester | Wim Stroetinga | Tim Mertens     | Martin Bláha    |
| 21 novembre 2008  | Melbourne  | Ho Ting Kwok   | Leigh Howard    | Jason Christie  |
| 13 décembre 2008  | Cali       | Zachary Bell   | Tim Mertens     | Carlos Torrent  |
| 17 janvier 2009   | Pékin      | Hayden Godfrey | Chris Newton    | Rafał Ratajczyk |
| 14 février 2009   | Copenhague | Kazuhiro Mori  | Franco Marvulli | Daniel Holloway |

#### Classement
| Pos. | Coureur         | Man | Mel | Cal | Pek | Cop | Pts |
| 1.   | Tim Mertens     | 10  | -   | 10  | -   | -   | 20  |
| 2.   | Rafał Ratajczyk | -   | 7   | -   | 8   | 5   | 20  |
| 3.   | Kazuhiro Mori   | -   | 3   | -   | 3   | 12  | 18  |
| 4.   | Zach Bell       | -   | -   | 12  | 4   | -   | 16  |
| 5.   | Leigh Howard    | -   | 10  | -   | -   | 6   | 16  |
| 6.   | Ho Ting Kwok    | -   | 12  | -   | 1   | -   | 13  |
| 7.   | Wim Stroetinga  | 12  | -   | -   | -   | -   | 12  |
| -.   | Hayden Godfrey  | -   | -   | -   | 12  | -   | 12  |
| 9.   | Chris Newton    | -   | -   | -   | 10  | -   | 10  |
| -.   | Franco Marvulli | -   | -   | -   | -   | 10  | 10  |

### Américaine

#### Résultats
| Date             | Lieu       | 1er                                                   | 2e                                         | 3e                                     |
| ---------------- | ---------- | ----------------------------------------------------- | ------------------------------------------ | -------------------------------------- |
| 2 novembre 2008  | Manchester | Allemagne Olaf Pollack Roger Kluge                    | Belgique Kenny De Ketele Iljo Keisse       | Russie Ivan Kovalev Sergey Kolesnikov  |
| 22 novembre 2008 | Melbourne  | Espagne Unai Elorriaga Zubiaur David Muntaner Juaneda | Australie Cameron Meyer Christopher Sutton | Allemagne Henning Bommel Fabian Schaar |
| 14 décembre 2008 | Cali       | Belgique Ingmar De Poortere Tim Mertens               | Colombie Carlos Urán Juan Esteban Arango   | Russie Artur Ershov Valery Kaykov      |
| 18 janvier 2009  | Pékin      | Team Toshiba Glenn O'Shea Leigh Howard                | Royaume-Uni Peter Kennaugh Robert Hayles   | Allemagne Roger Kluge Ralf Matzka      |
| 15 février 2009  | Copenhague | Allemagne Marcel Barth Robert Bartko                  | Italie Elia Viviani Angelo Ciccone         | Pays-Bas Peter Schep Pim Ligthart      |

#### Classement
| Pos. | Coureur      | Man | Mel | Cal | Pek | Cop | Pts |
| 1.   | Allemagne    | 12  | 8   | -   | 8   | 12  | 40  |
| 2.   | Espagne      | 1   | 12  | 7   | 7   | 3   | 30  |
| 3.   | Belgique     | 10  | -   | 12  | -   | 7   | 29  |
| 4.   | Team Toshiba | 6   | 7   | -   | 12  | 4   | 29  |
| 5.   | Royaume-Uni  | 5   | -   | 5   | 10  | -   | 20  |
| 6.   | Italie       | -   | 5   | -   | 4   | 10  | 19  |
| 7.   | Russie       | 8   | -   | 8   | -   | -   | 16  |
| 8.   | Pologne      | -   | 6   | -   | 2   | 5   | 13  |
| 9.   | Colombie     | 2   | -   | 10  | -   | -   | 12  |
| 10.  | Pays-Bas     | 4   | -   |     |     | 8   | 12  |

## Femmes

### 500 mètres

#### Résultats
| Date              | Lieu       | 1re                | 2e              | 3e               |
| ----------------- | ---------- | ------------------ | --------------- | ---------------- |
| 1er novembre 2008 | Manchester | Victoria Pendleton | Jinjie Gong     | Miriam Welte     |
| 21 novembre 2008  | Melbourne  | Willy Kanis        | Jinjie Gong     | Kaarle McCulloch |
| 13 décembre 2008  | Cali       | Simona Krupeckaitė | Lisandra Guerra | Sandie Clair     |
| 17 janvier 2009   | Pékin      | Simona Krupeckaitė | Jinjie Gong     | Yulei Xu         |
| 14 février 2009   | Copenhague | Lisandra Guerra    | Sandie Clair    | Willy Kanis      |

#### Classement
| Pos. | Coureur            | Man | Mel | Cal | Pek | Cop | Pts |
| 1.   | Jinjie Gong        | 10  | 10  | -   | 10  | -   | 30  |
| 2.   | Simona Krupeckaitė | -   | -   | 12  | 12  | -   | 24  |
| 3.   | Lisandra Guerra    | -   | -   | 10  | -   | 12  | 22  |
| 4.   | Willy Kanis        | -   | 12  | -   | -   | 8   | 20  |
| 5.   | Victoria Pendleton | 12  | -   | -   | -   | 6   | 18  |
| 6.   | Sandie Clair       | -   | -   | 8   | -   | 10  | 18  |
| 7.   | Kaarle McCulloch   | -   | 8   | 7   | -   | -   | 15  |
| 8.   | Elisa Frisoni      | -   | 7   | -   | 4   | 4   | 15  |
| 9.   | Wai Sze Lee        | 3   | 4   | 5   | 2   | 1   | 15  |
| 10.  | Yulei Xu           | -   | 6   | -   | 8   | -   | 14  |

### Keirin

#### Résultats
| Date             | Lieu       | 1re                | 2e            | 3e              |
| ---------------- | ---------- | ------------------ | ------------- | --------------- |
| 2 novembre 2008  | Manchester | Victoria Pendleton | Diana García  | Jinjie Gong     |
| 22 novembre 2008 | Melbourne  | Willy Kanis        | Elisa Frisoni | Christin Muche  |
| 14 décembre 2008 | Cali       | Simona Krupeckaitė | Clara Sanchez | Lisandra Guerra |
| 18 janvier 2009  | Pékin      | Simona Krupeckaitė | Shuang Guo    | Willy Kanis     |
| 15 février 2009  | Copenhague | Clara Sanchez      | Elisa Frisoni | Shuang Guo      |

#### Classement
| Pos. | Coureur            | Man | Mel | Cal | Pek | Cop | Pts |
| 1.   | Willy Kanis        | -   | 12  | -   | 8   | 7   | 27  |
| 2.   | Simona Krupeckaitė | -   | -   | 12  | 12  | -   | 24  |
| 3.   | Elisa Frisoni      | -   | 10  | -   | 3   | 10  | 23  |
| 4.   | Clara Sanchez      | -   | -   | 10  | -   | 12  | 22  |
| 5.   | Shuang Guo         | -   | -   | -   | 10  | 8   | 18  |
| 6.   | Sandie Clair       | -   | -   | 7   | 5   | 6   | 18  |
| 7.   | Victoria Pendleton | 12  | -   | -   | -   | 5   | 17  |
| 8.   | Lulu Zheng         | -   | -   | 5   | 6   | 3   | 14  |
| 9.   | Jinjie Gong        | 8   | 5   | -   | -   | -   | 13  |
| 10.  | Diana García       | 10  | -   | 2   | -   | -   | 12  |

### Vitesse individuelle

#### Résultats
| Date             | Lieu       | 1re                | 2e             | 3e              |
| ---------------- | ---------- | ------------------ | -------------- | --------------- |
| 31 octobre 2008  | Manchester | Victoria Pendleton | Lulu Zheng     | Lyubov Shulika  |
| 20 novembre 2008 | Melbourne  | Lyubov Shulika     | Christin Muche | Kerrie Meares   |
| 12 décembre 2008 | Cali       | Simona Krupeckaitė | Clara Sanchez  | Lisandra Guerra |
| 16 janvier 2009  | Pékin      | Simona Krupeckaitė | Lyubov Shulika | Willy Kanis     |
| 13 février 2009  | Copenhague | Victoria Pendleton | Clara Sanchez  | Lyubov Shulika  |

#### Classement
| Pos. | Coureur            | Man | Mel | Cal | Pek | Cop | Pts |
| 1.   | Lyubov Shulika     | 8   | 12  | -   | 10  | 8   | 38  |
| 2.   | Lulu Zheng         | 10  | -   | 7   | 6   | 4   | 27  |
| 3.   | Simona Krupeckaitė | -   | -   | 12  | 12  | -   | 24  |
| -.   | Victoria Pendleton | 12  | -   | -   | -   | 12  | 24  |
| 5.   | Willy Kanis        | -   | 6   | -   | 8   | 7   | 21  |
| 6.   | Clara Sanchez      | -   | -   | 10  | -   | 10  | 20  |
| 7.   | Kaarle McCulloch   | -   | 7   | 4   | -   | 2   | 13  |
| 8.   | Christin Muche     | 2   | 10  | -   | -   | -   | 12  |
| 9.   | Shuang Guo         | -   | -   | -   | 7   | 5   | 12  |
| 10.  | Lisandra Guerra    | -   | -   | 8   | -   | 3   | 11  |

### Vitesse par équipes

#### Résultats
| Date             | Lieu       | 1re                                       | 2e                                            | 3e                                             |
| ---------------- | ---------- | ----------------------------------------- | --------------------------------------------- | ---------------------------------------------- |
| 2 novembre 2008  | Manchester | Royaume-Uni Anna Blyth Jessica Varnish    | Allemagne Christin Muche Miriam Welte         | Russie Victoria Baranova Svetlana Grankovskaya |
| 22 novembre 2008 | Melbourne  | Pays-Bas Yvonne Hijgenaar Willy Kanis     | Australie Kerrie Meares Emily Rosemond        | Corée du Sud Jin Gu Hyon Won Gyeong Kim        |
| 14 décembre 2008 | Cali       | France Sandie Clair Clara Sanchez         | Allemagne Kristina Vogel Miriam Welte         | Lituanie Gintarė Gaivenytė Simona Krupeckaitė  |
| 18 janvier 2009  | Pékin      | Pays-Bas Yvonne Hijgenaar Willy Kanis     | Lituanie Gintarė Gaivenytė Simona Krupeckaitė | Chine Jinjie Gong Lulu Zheng                   |
| 15 février 2009  | Copenhague | Team Toshiba Kaarle McCulloch Anna Meares | Allemagne Kristina Vogel Miriam Welte         | Chine Shuang Guo Lulu Zheng                    |

#### Classement
| Pos. | Coureur      | Man | Mel | Cal | Pek | Cop | Pts |
| 1.   | Allemagne    | 10  | -   | 10  | -   | 10  | 30  |
| 2.   | Pologne      | 7   | -   | 7   | 5   | 6   | 25  |
| 3.   | Pays-Bas     | -   | 12  | -   | 12  | -   | 24  |
| 4.   | France       | -   | -   | 12  | 7   | -   | 19  |
| -.   | Royaume-Uni  | 12  | -   | -   | -   | 7   | 19  |
| 6.   | Lituanie     | -   | -   | 8   | 10  | -   | 18  |
| 7.   | Chine        | -   | -   | -   | 8   | 8   | 16  |
| 8.   | Thaïlande    | -   | 7   | -   | 2   | 4   | 13  |
| 9.   | Hong Kong    | -   | -   | 4   | 4   | 5   | 13  |
| 10.  | Team Toshiba | -   | -   | -   | -   | 12  | 12  |

### Poursuite individuelle

#### Résultats
| Date             | Lieu       | 1re               | 2e                | 3e              |
| ---------------- | ---------- | ----------------- | ----------------- | --------------- |
| 31 octobre 2008  | Manchester | Wendy Houvenaghel | Tara Whitten      | Joanna Rowsell  |
| 20 novembre 2008 | Melbourne  | Joanna Rowsell    | Josephine Tomic   | Lada Kozlíková  |
| 11 décembre 2008 | Cali       | Vilija Sereikaitė | María Luisa Calle | Tara Whitten    |
| 16 janvier 2009  | Pékin      | Alison Shanks     | Vilija Sereikaitė | Svitlana Galyuk |
| 13 février 2009  | Copenhague | Eleonora van Dijk | Tara Whitten      | Joanna Rowsell  |

#### Classement
| Pos. | Coureur            | Man | Mel | Cal | Pek | Cop | Pts |
| 1.   | Joanna Rowsell     | 8   | 12  | -   | -   | 8   | 28  |
| 2.   | Tara Whitten       | 10  | -   | 8   | -   | 10  | 28  |
| 3.   | Vilija Sereikaitė  | -   | -   | 12  | 10  | -   | 22  |
| 4.   | Eleonora van Dijk  | 7   | -   | -   | -   | 12  | 19  |
| 5.   | Josephine Tomic    | 10  | -   | -   | 6   | -   | 16  |
| 6.   | Charlotte Becker   | 7   | 6   | -   | 3   | -   | 16  |
| 7.   | Svitlana Galyuk    | 3   | 4   | -   | 8   | -   | 15  |
| 8.   | Elena Chalykh      | -   | -   | 6   | 7   | -   | 13  |
| -.   | Dalilia Rodriguez  | -   | -   | 7   | -   | 6   | 13  |
| 10.  | Tatsiana Sharakova | 6   | -   | 5   | -   | 2   | 13  |

### Poursuite par équipes

#### Résultats
| Date             | Lieu       | 1re                                                              | 2e                                                         | 3e                                                           |
| ---------------- | ---------- | ---------------------------------------------------------------- | ---------------------------------------------------------- | ------------------------------------------------------------ |
| 2 novembre 2008  | Manchester | Team 100% Me Elizabeth Armitstead Katie Colclough Joanna Rowsell | Allemagne Charlotte Becker Christina Becker Lisa Brennauer | Ukraine Svitlana Galyuk Lesya Kalitovska Lyubov Shulika      |
| 22 novembre 2008 | Melbourne  | Royaume-Uni Elizabeth Armitstead Katie Colclough Joanna Rowsell  | Australie Ashlee Ankudinoff Sarah Kent Josephine Tomic     | Ukraine Svitlana Galyuk Lesya Kalitovska Lyubov Shulika      |
| 14 décembre 2008 | Cali       | Cuba Dalila Rodríguez Yudelmis Domínguez Yumari González         | Colombie Elizabeth Agudelo Andrea Botero María Luisa Calle | Italie Giorgia Bronzini Annalisa Cucinotta Marta Tagliaferro |
| 18 janvier 2009  | Pékin      | Nouvelle-Zélande Kaytee Boyd Lauren Ellis Alison Shanks          | Chine Fan Jiang Feiyan Sun Cui Wang                        | Russie Evgeniya Romanyuta Olga Slyusareva Elena Chalykh      |
| 15 février 2009  | Copenhague | Team 100% Me Elizabeth Armitstead Katie Colclough Joanna Rowsell | Pays-Bas Vera Koedooder Eleonora van Dijk Amy Pieters      | Allemagne Verena Jooß Christina Becker Lisa Brennauer        |

#### Classement
| Pos. | Coureur          | Man | Mel | Cal | Pek | Cop | Pts |
| 1.   | Team 100% Me     | 12  | -   | -   | -   | 12  | 24  |
| 2.   | Allemagne        | 10  | -   | -   | 6   | 8   | 24  |
| 3.   | Nouvelle-Zélande | -   | 5   | -   | 12  | -   | 17  |
| -.   | Cuba             | -   | -   | 12  | -   | 5   | 17  |
| 5.   | Ukraine          | 8   | 8   | -   | -   | -   | 16  |
| 6.   | Pays-Bas         | -   | -   | -   | 4   | 10  | 14  |
| 7.   | Russie           | -   | 6   | -   | 8   | -   | 14  |
| 8.   | Belgique         | 7   | -   | -   | -   | 7   | 14  |
| 9.   | Royaume-Uni      | -   | 12  | -   | -   | -   | 12  |
| 10.  | Espagne          | 5   | 7   | -   | -   | -   | 12  |

### Course aux points

#### Résultats
| Date              | Lieu       | 1re                  | 2e              | 3e               |
| ----------------- | ---------- | -------------------- | --------------- | ---------------- |
| 1er novembre 2008 | Manchester | Elizabeth Armitstead | Lucy Martin     | Katie Colclough  |
| 21 novembre 2008  | Melbourne  | Evgenia Romanyuta    | Leire Olaberría | Belinda Goss     |
| 13 décembre 2008  | Cali       | Giorgia Bronzini     | Yumari González | Tara Whitten     |
| 17 janvier 2009   | Pékin      | Jarmila Machačová    | Cui Wang        | Giorgia Bronzini |
| 14 février 2009   | Copenhague | Eleonora van Dijk    | Katie Colclough | Shelley Olds     |

#### Classement
| Pos. | Coureur              | Man | Mel | Cal | Pek | Cop | Pts |
| 1.   | Giorgia Bronzini     | -   | -   | 12  | 8   | 5   | 25  |
| 2.   | Jarmila Machačová    | 6   | -   | -   | 12  | -   | 18  |
| 3.   | Katie Colclough      | 8   | -   | -   | -   | 10  | 18  |
| 4.   | Leire Olaberría      | 7   | 10  | -   | -   | -   | 17  |
| 5.   | Elizabeth Armitstead | 12  | -   | -   | -   | 4   | 16  |
| 6.   | Shelley Olds         | 3   | -   | -   | 5   | 8   | 16  |
| 7.   | Belinda Goss         | -   | 8   | -   | 7   | -   | 15  |
| -.   | Tara Whitten         | -   | -   | 8   | -   | 7   | 15  |
| 9.   | Evgenia Romanyuta    | -   | 12  | -   | -   | -   | 12  |
| -.   | Eleonora van Dijk    | -   | -   | -   | -   | 12  | 12  |

### Scratch

#### Résultats
| Date             | Lieu       | 1re                  | 2e                 | 3e                      |
| ---------------- | ---------- | -------------------- | ------------------ | ----------------------- |
| 31 octobre 2008  | Manchester | Elizabeth Armitstead | Tara Whitten       | Alexandra Greenfield    |
| 20 novembre 2008 | Melbourne  | Elizabeth Armitstead | Annalisa Cucinotta | Evgenia Romanyuta       |
| 12 décembre 2008 | Cali       | Annalisa Cucinotta   | Yumari González    | Gema Pascual Torrecilla |
| 16 janvier 2009  | Pékin      | Evgenia Romanyuta    | Giorgia Bronzini   | Belinda Goss            |
| 13 février 2009  | Copenhague | Elizabeth Armitstead | Vera Koedooder     | Andrea Wolfer           |

#### Classement
| Pos. | Coureur              | Man | Mel | Cal | Pek | Cop | Pts |
| 1.   | Elizabeth Armitstead | 12  | 12  | -   | -   | 12  | 36  |
| 2.   | Evgenia Romanyuta    | 4   | 8   | -   | 12  | -   | 24  |
| 3.   | Annalisa Cucinotta   | -   | 10  | 12  | -   | -   | 22  |
| 4.   | Leire Olaberría      | 7   | 7   | -   | -   | 5   | 19  |
| 5.   | Jarmila Machačová    | 2   | -   | -   | 6   | 7   | 15  |
| 6.   | Belinda Goss         | -   | 4   | -   | 8   | -   | 12  |
| 7.   | Shelley Olds         | 5   | -   | -   | 3   | 4   | 12  |
| 8.   | Tara Whitten         | 10  | -   | 1   | -   | -   | 11  |
| 9.   | Rebecca Quinn        | 6   | 5   | -   | -   | -   | 11  |
| 10.  | Yumari González      | -   | -   | 10  | -   | -   | 10  |
| -.   | Giorgia Bronzini     | -   | -   | -   | 10  | -   | 10  |
| -.   | Vera Koedooder       | -   | -   | -   | -   | 10  | 10  |